# کارترویل (ایلینوی)
کارترویل، ایلینوی (به انگلیسی: Carterville, Illinois) یک شهر در ایالات متحده آمریکا است که در ایلی‌نوی واقع شده‌است.

## موقعیت جغرافیایی
موقعیت جغرافیایی شهرها و مناطق اطراف به شرح زیر است: